# ハビ・ガラン
ハビエル・ガラン・ヒル（Javier Galán Gil ,  1994年11月19日 - ）は、スペイン・エストレマドゥーラ州バダホス出身のサッカー選手。ラ・リーガ・アトレティコ・マドリード所属。ポジションはDF。

## 経歴
2013年に地元のCDバダホスに入団。前年に破産によるチーム解散からの地域リーグからの再出発のチームの中心選手として活躍し、2シーズンで62試合6得点を記録。
2015年7月9日、コルドバCFと契約し、Bチームに配属。翌年にはセグンダ・ディビシオン所属のトップチームに昇格。所属した2シーズン半で77試合4得点を記録。
2019年1月29日、SDウエスカと2022年までの契約を締結し、念願のプリメーラ・ディビシオンでのプレーが実現。2月1日のレアル・バリャドリード戦でリーガ初出場し、4-0の大勝に貢献。同年3月に3日のセビージャFC戦では、フアン・パブロ・アニョルの移籍後初ゴールをアシストするなど、強豪相手に2-1のアップセット達成に貢献した。
2021年7月31日、セルタ・デ・ビーゴに移籍し、4年契約を結んだ。
2023年7月3日、移籍金500万ユーロでアトレティコ・マドリードに引き抜かれ、3年契約を結んだ。しかし、左サイドのレギュラーを争うサムエウ・リーノやロドリゴ・リケルメとのポジション争いに敗れ、2023-24シーズンの前半戦はリーグ戦5試合のみの出場に終わった。結果、同シーズンの冬の移籍市場が開幕した1月24日、アイヘン・ムニョスの長期離脱により代役を探していたレアル・ソシエダへ同シーズン終了までレンタル移籍することが決定した。

## タイトル
SDウエスカ
- セグンダ・ディビシオン : 1回 (2019-20)